# 아사쿠사바시역
아사쿠사바시역(일본어: 浅草橋駅, あさくさばしえき)은 일본 도쿄도 다이토구에 있는 철도역이다.

## 타는 곳

### 동일본 여객철도
| 1 | 소부 완행선 | 아키하바라·신주쿠·나카노·미타카 방면 |
| 2 | 소부 완행선 | 긴시초·니시후나바시·지바 방면        |

### 도쿄 도 교통국
| 1 | 도영 지하철 아사쿠사 선 | 니혼바시·센가쿠지·니시마고메·시나가와·하네다 공항·미사키구치 방면 ( 게이큐 선)                                       |
| 2 | 도영 지하철 아사쿠사 선 | 아사쿠사·오시아게·나리타 공항·인바 니혼 의대·시바야마치요다 방면 ( 호쿠소 선· 게이세이 본선· 게이세이 나리타 공항선) |

## 역세권 정보
- 스미다강
- 간다 천
- 국도 제6호선
- 국도 제14호선

## 역사
- 1932년 7월 1일: 소부 선 역 영업 개시.
- 1960년 12월 4일: 아사쿠사 선의 역이 영업 개시.
- 1985년 11월 29일: 국전 동시다발 게릴라사건으로 일본국유철도 아사쿠사바시역이 방화돼 종일 기능 정지.
- 1987년 4월 1일: 일본 철도 민영화로 일본국유철도의 역이 동일본여객철도(JR동일본)에 이관.

## 인접역
| 동일본 여객철도 ■ 소부 완행선      | 동일본 여객철도 ■ 소부 완행선 | 동일본 여객철도 ■ 소부 완행선 |
| ---------------------------------- | ----------------------------- | ----------------------------- |
| JB21 료고쿠 지바 방면              | 각역정차                      | 아키하바라 JB19 미타카 방면   |
| 도쿄 도 교통국 1호선 아사쿠사 선   |                               |                               |
| A15 히가시니혼바시 니시마고메 방면 | 아사쿠사 선                   | 구라마에 A17 오시아게 방면    |